# Eiskanter
Als Eiskanter bezeichnet man Geschiebe, die durch gletscherbedingte Detersion zu charakteristischer, oft kielartiger Form geschliffen wurden. Sie ähneln auf den ersten Blick den Windkantern, haben aber eine andere Entstehungsgeschichte.

## Entstehung und Verbreitung
Eiskanter kommen meist im Geschiebemergel vor. Das Gletschereis lagert den Geschiebemergel allmählich ab, d. h. die Partikel des Geschiebemergels werden Korn für Korn vom Eis, das an seiner Basis langsam abschmilzt, auf den Untergrund aufgeschmiert.
Ein größeres Geschiebe kann dabei auf zweierlei Arten Gletscherschrammen bekommen:
- Entweder es ist noch im Eis und bewegt sich. Dann wird die Unterseite des Stückes über den Untergrund geschliffen.
- Wenn es abgelagert wurde und sich nicht mehr bewegt, schleift der darüber befindliche Gletscher (oder besser das Moränenmaterial darin) den Stein.

Da sich Geschiebe meistens ausrichten (Längsachse in Bewegungsrichtung des Gletschers), sind die Geschiebe für gewöhnlich oben und unten geschliffen, Eiskanter also nicht so häufig. Dreht sich aber der Stein bei der Ablagerung, so können zwei Flächen geschliffen werden, die mit einem mehr oder weniger spitzen Winkel aneinanderstoßen, ein Eiskanter entsteht. Da der Gletscher weiter Material ablagert, lagert sich dann auch über dem Geschiebe der Geschiebemergel ab. Der Stein schwimmt dann scheinbar im Geschiebemergel.
Im Gegensatz zu den eher konvexen Flächen eines Windkanters sind die Flächen eines Eiskanters eher plan.
Eiskanter sind in den ehemals vergletscherten Gebieten Mitteleuropas verbreitet (Alpenvorland, Norddeutschland).